# Brutalizam
Brutalizam je stil u modernoj arhitekturi koji je cvjetao od 1954. do 1970. godine. Naziv je dobio iz francuske riječi "beton brut" koja označava "grubi" beton, pojam koji je francuski arhitekt Le Corbusier koristio da bi opisao lijevani beton s vidljivim tragovima oplate korišten na većini njegovih zgrada sagrađenih nakon Drugog svjetskog rata. Pojam se počeo masovno koristiti nakon objavljivanja knjige Reynera Banhama "The New Brutalism: Ethic or Aesthetic?" koja se bavi pokušajem da se okarakterizira do tada nastala grupa pravaca djelovanja, osobito u Europi.

## Povijest
Godine 1954. u engleskom gradu Hunstanton završena je zgrada srednje škole koju su osmislili Alison i Petar Smitson i čiji su blokovi na prvi pogled odgovarali internacionalnom stilu gradnje u kojoj je novost bila primjena betonskih sirovih površina zidova i stropa kao i vidljiva instalacija. Sami su autori su još za vrijeme studija počeli koristiti pojam brutalize. Na temelju radova Le Corbusiera sirovim betonom građeni su objekti koji su u svom izgledu imali površine u vidljivom betonu koji nije bio obrađivan, tzv. "Zihtbeton" odnosno njemacka varijanta pisanja "Sichtbeton".
Jedna od najpoznatijih građevina sagrađena u brutalističkom stilu je katedrala u Nevigesu, a projektirao ju je Gottfried Böhm.

## Karakteristike
Brutalizam, isto tako kao i moderna, minimalizam i internacionalni stil, je pravac koji je imao mnogo ponovljenih elemenata. On je ovo obogaćivao autorskim elementima po pravilu masivno formiranim od betonskih grubih i neobrađenih elemenata. Beton se lijevao u grubu drvenu oplatu s namjerom da bude efektan i interesantan u svom grubom izgledu.
Beton se u prošlosti uvijek koristio kao konstruktivni materijal bez estetske uloge, ali s pojavom brutalizma postao je element dekorativnog i vizualnog učinka na promatrača. Sadržaj i oblik sami po sebi ne postoje i za njihovu ekspresiju potreban im je materijal. Beton nema oblik kao sirovina i njegovse oblik se dobiva poslije ugradnje i stvrdnjavanja. Novi brutalizam u 1950-tim godinama naglašavao je estetsku stranu zatvaranja sirovog materijala u oplatu u njegovoj neskrivenoj prirodnoj strukturi. Prije je betonska površina smatrana za manje vrijednu i nesvršenu i pogodnu samo za objekte koji nisu imali estetske zahtjeve. Ovaj pravac nije otkriven u novo doba i imao je svoje prethodnike početkom stoljeća u F. L. Wrightu i drugim arhitektima ali se razvijao u poslijeratnim godinama u nastavljanju na funkcionalizam i reakciju na racionalno usmjerene industrijalizirajuće tendencije. Ovi objekti s betonom u izgledu mogu dati objektima živu površinu i bogati plastični izraz ali sa sobom donosi masivnu izgradnju u kojoj nije moguće kasnije ništa mijenjati. To su monolitne građevine bez ikakve fleksibilnosti i koje između ostalog imaju i privilegiju da nije bitno što to košta.
Čestim elementom u brutalističkoj arhitekturi su elementi stupova na kojima stoji cijela zgrada. Za razliku od funkcionalizma na kojeg se nadovezuje, brutalizam nije mehanički primijenjen sustav pravila. Brutalizam se nikada nije tako razvio kao pravac funkcionalizma ili njegov derivat.
Brutalizam je izrazito dominantna arhitektura i namjerno djeluje monumentalnom jednoznačnošću svoga izraza i zbog toga je kritiziran jer je ignorirao utjecaj na okolne povijesne objekte. Dok su mnogi arhitekti bili fascinirani izgledom i utiscima koje je predstavljao, brutalizam često nije bio prihvaćen od strane široke publike i imao je relativno malo pobornika.